# Университет Айн-Шамс
Университет Айн-Шамс — государственное высшее учебное заведение в Каире, Египет.

## История

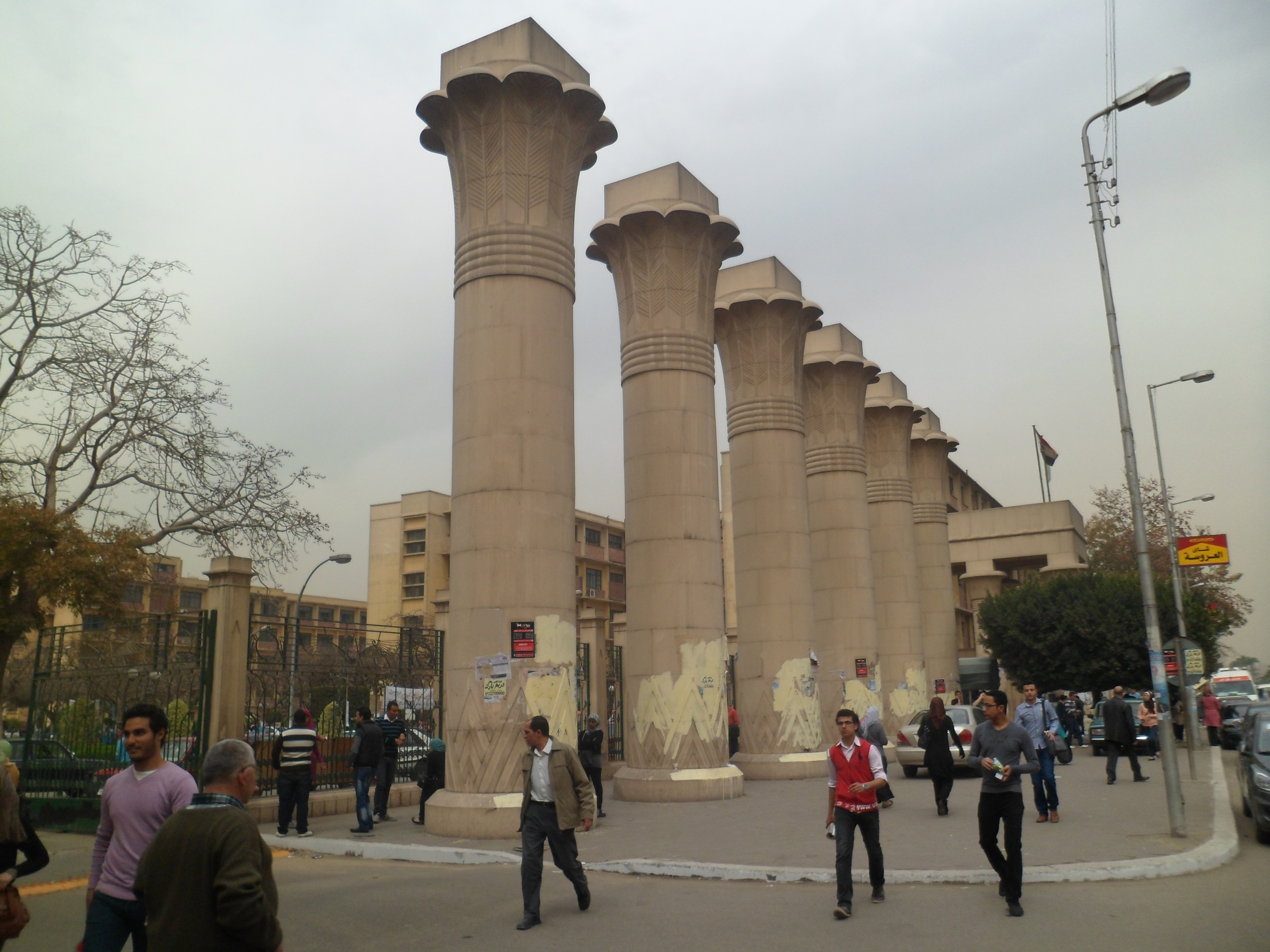
Университет Айн-Шамс — Главный вход

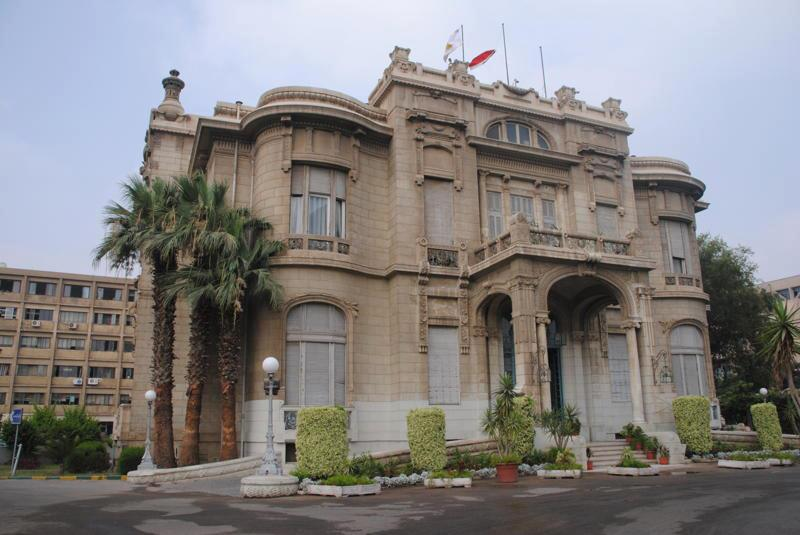
Исторический дворец Зафааран в кампусе Аббасия — резиденция администрации университета

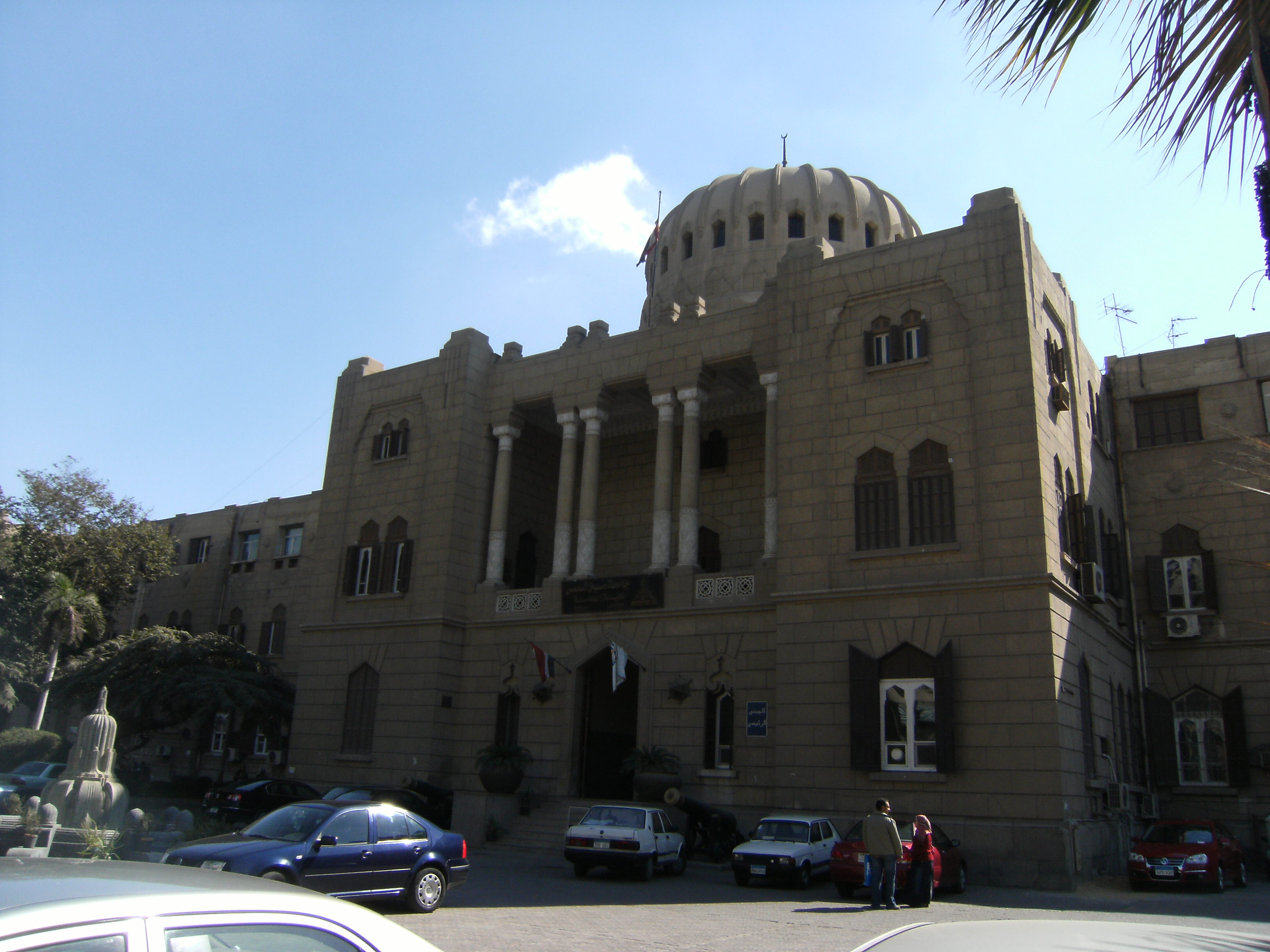
Главный корпус инженерного факультета

Третий светский египетский университет, основанный в июле 1950 года под названием «Университет Ибрагима-паши».
Участвовал вместе с двумя более ранними университетами, «Каирским университетом» и «Александрийским университетом», в реализации идеи создания университетов для удовлетворении растущего спроса молодежи на высшее образование. При созданании университет Айн-Шамс включал в себя ряд факультетов и академических институтов, которые позже были преобразованы в университеты.
В 2005/2006 учебном году в университете обучалось 197 032 студента и насчитывалось 9 338 сотрудников. Крупнейшими факультетами в 2005 году были факультеты экономики, права и искусства. В апреле 2022 года университет сообщил, что количество зачисленных студентов составляет 220 614 человек, из них 112 181 женщина (54 %) и 96 251 мужчин (46 %). 78 % были египтянами, 3 % — иностранными студентами и 19 % имели неизвестный статус.

## Структура
В составе университета — 20 факультетов и институт:
- Медицинский факультет
- Факультет наук
- Фармацевтический факультет
- Инженерный факультет
- Факультет компьютерных и информационных наук
- Факультет стоматологии
- Факультет бизнеса
- Факультет Аль-Алсун
- Факультет образования
- Факультет права
- Факультет сельского хозяйства
- Факультет специального образования
- Факультет женщин
- Факультет искусств
- Факультет сестринского дела
- Факультет последипломного образования
- Факультет последипломного образования и исследований окружающей среды
- Факультет археологии
- Факультет ветеринарной медицины
- Факультет СМИ и массовых коммуникаций
- Институт сельскохозяйственных исследований засушливых земель

Семь филиалов университета Айн-Шамс расположены в районе Большого Каира. В Аббасии находятся четыре кампуса: два основных кампуса, больница Айн-Шамс с медицинским факультетом и технический факультет. Аббасия также является резиденцией администрации университета в историческом дворце Зафааран.

## Известные преподаватели и выпускники
- Абу-ль-Гейт, Ахмед
- Али Абдул Аал Сайед Ахмед
- Али Джума
- Али Лютфи Махмуд
- Аль-Сайед, Каримат
- Бинт аш-Шати
- Джамиль, Фатулла
- Исмаил, Шериф
- Ихсаноглу, Экмеледдин
- Мифтах Уста Омар
- Латифа аль-Зайят
- Наваль ас-Саадави
- Сулейман, Омар
- Эль-Баз, Фарук
- Эльгебали, Мохамед
- Хигази, Абдель Азиз Мухаммед
- Шукри, Самех